# Omloop Het Nieuwsblad 2018
73. edycja wyścigu kolarskiego Omloop Het Nieuwsblad odbyła się w dniu 24 lutego 2018 roku i liczyła 196,2 km. Start wyścigu miał miejsce w Gandawie, zaś meta w Merelbeke. Wyścig figurował w rankingu światowym UCI World Tour 2018.

## Uczestnicy
Na starcie tego klasycznego wyścigu stanęło 25 zawodowych ekip, siedemnaście drużyn jeżdżących w UCI World Tour 2018 i osiem profesjonalnych zespołów zaproszonych przez organizatorów z tzw. "dziką kartą".
| Numery  | Kod | Drużyna                   |
| ------- | --- | ------------------------- |
| 1-8     | BMC | BMC Racing Team           |
| 11-18   | ALM | Ag2r-La Mondiale          |
| 21-28   | AST | Astana Pro Team           |
| 31-38   | TBM | Bahrain-Merida            |
| 41-48   | BOH | Bora-Hansgrohe            |
| 51-58   | EFD | EF Education First–Drapac |
| 61-68   | FDJ | FDJ                       |
| 71-78   | LTS | Lotto Soudal              |
| 81-88   | MTS | Mitchelton-Scott          |
| 91-98   | QST | Quick-Step Floors         |
| 101-108 | DDD | Dimension Data            |
| 111-118 | KAT | Team Katusha-Alpecin      |
| 121-128 | TLJ | Team LottoNL-Jumbo        |

| Numery  | Kod | Drużyna                      |
| ------- | --- | ---------------------------- |
| 131-138 | SKY | Team Sky                     |
| 141-148 | SUN | Team Sunweb                  |
| 151-158 | TFS | Trek-Segafredo               |
| 161-168 | UAE | UAE Team Emirates            |
| 171-178 | COF | Cofidis                      |
| 181-188 | RNL | Roompot-Nederlandse Loterij  |
| 191-198 | SVB | Sport Vlaanderen–Baloise     |
| 201-208 | FVC | Fortuneo–Samsic              |
| 211-218 | VWC | Verandas Willems-Crelan      |
| 221-228 | VCC | Vital Concept                |
| 231-238 | WGG | Wanty-Groupe Gobert          |
| 241-248 | WVA | WB-Veranclassic-Aqua Protect |

## Klasyfikacja generalna
| M-ce | Imię i nazwisko    | Kraj    | Drużyna                   | Czas       |
| ---- | ------------------ | ------- | ------------------------- | ---------- |
| 1.   | Michael Valgren    | Dania   | Astana Pro Team           | 4h 50' 14" |
| 2.   | Łukasz Wiśniowski  | Polska  | Team Sky                  | + 12"      |
| 3.   | Sep Vanmarcke      | Belgia  | EF Education First–Drapac | + 12"      |
| 4.   | Jasper Stuyven     | Belgia  | Trek-Segafredo            | + 12"      |
| 5.   | Philippe Gilbert   | Belgia  | Quick-Step Floors         | + 12"      |
| 6.   | Edward Theuns      | Belgia  | Team Sunweb               | + 12"      |
| 7.   | Bert Van Lerberghe | Belgia  | Cofidis                   | + 12"      |
| 8.   | Sonny Colbrelli    | Włochy  | Bahrain-Merida            | + 12"      |
| 9.   | Arnaud Démare      | Francja | FDJ                       | + 12"      |
| 10.  | Marcus Burghardt   | Niemcy  | Bora-Hansgrohe            | + 12"      |
|      |                    |         |                           |            |
| DNF  | Michał Gołaś       | Polska  | Team Sky                  | -          |